# Матиудакис (казарми)
„Матиудакис“ (на гръцки: Στρατόπεδο Μαθιουδάκη) е бивш военен лагер в западномакедонския град Костур. Административната му сграда е обявена за паметник на културата.

## Местоположение
Казармите са разположени в западната махала Даилакис в подножието на връх Бигла на планината Саракина.

## История
Сградата е построена от османските власти в 1903 – 1904 година. По време на Балканската война през ноември 1912 година в сградата военните и гражданските власти се договарят да се предотврати изгарянето на християнските райони на града. Сградата става собственост на Гръцката армия и е централната военна сграда в града по време на Втората световна война и Гражданската война. Армията престава да използва лагера окончателно през 2000 година и оттогава сградите му са изоставени и пусти, обект на вандализъм.
В 2016 година сградата на военната администрация на бившите казарми „Матиудакис“ е обявена за паметник на културата, поради своето „историческо, градско, социално, архитектурно и научно значение“. Сградата преди това е планирано да бъде съборена, за да отстъпи място на ново полицейско управление. През март 2013 година Централният съвет за съвременните паметници решава да не провъзгласява сградата за защитен паметник с мотива, че няма значителни архитектурни, исторически и градски характеристики, че местоположението на сградата на хълм я прави видима и доминираща и че тя никога не е забележителност за костурчани.
След обжалване от културното дружество „Разчупен нар“, в 2015 година Държавният съвет забравнява разрушаването на историческата сграда и връща решение в министерството за преразглеждане. Асоциацията на гръцките археолози и управата на областа Западна Македония също са за запазвне на сградата.